# Samuel Ball Platner
Samuel Ball Platner (né le 4 décembre 1863 et mort le 20 août 1921) est un archéologue américain qui a enseigné à l'université Case Western Reserve.
Il est connu comme un spécialiste de la topographie de la Rome antique.

## Biographie
Samuel Ball Platner est né le 4 décembre 1863 à Unionville dans l'état du Connecticut. Il fait ses études au Yale College jusqu'en 1883 et devient Philosophiæ doctor en 1885.
Il commence sa carrière professionnelle en tant que professeur adjoint de latin en 1890 et de français au collège Adelbert de l'université Case Western Reserve,. Il devient professeur en 1892. En 1899-1900, il est nommé professeur au sein de l'American School of Classical Studies à Rome dont il sera le secrétaire de direction de 1897 à 1911.
Il est membre de l'American Philological Association (en) (dont il est le président en 1900-1901), de l'Archaeological Institute of America, de la Classical Association of the Middle West and South (en) et de l'American Historical Association.
Au cours de sa vie, il publie de nombreux articles et critiques, dont une traduction légèrement modifiée de Lucian Mueller's Greek and Roman Versification en 1892, de Selected Letters of the Younger Pliny en 1894. Mais il est surtout connu comme l'auteur de divers travaux topographiques sur la Rome antique dont l'ouvrage le plus connu est A Topographical Dictionary of Ancient Rome, ouvrage achevé après sa mort par Thomas Ashby de la British School at Rome et publié en 1929,. Il est également un contributeur à l'Encyclopædia Britannica 1911. Peu avant sa mort, il commence une traduction d'Aulus Gellius pour la Loeb Classical Library.
Il meurt le 20 août 1921 pendant la traversée de l'océan Atlantique lors d'un voyage à destination du continent européen.

## Publications
- (en) The topography and monuments of ancient Rome, Boston, Allyn & Bacon, 1911, 2e éd. (1re éd. 1904).
- (en) A Topographical Dictionary of Ancient Rome, Londres, Oxford University Press, 1929 (lire en ligne).

## Galerie
|                                          |
| Plan de la Rome antique réalisé en 1904. |

|                        |
| Forum Romanum en 1904. |

|                                                                       |
| Croquis de fouilles en 1904 montrant le Comitium à l'époque impérial. |

|                         |
| Circus Maximus en 1911. |

|                                        |
| Thermes de Trajan et de Titus en 1911. |

|                                               |
| Reconstitution du portique d'Octavie en 1911. |